# Dark Stars and Eternity
Dark Stars and Eternity è il terzo album in studio del gruppo musicale Sworn, pubblicato nel 2018.

## Tracce
1. The Dreadful	 - 4:55
2. Dark Stars and Eternity - 5:44
3. Kingless - 05:24
4. Mot stupet - 05:31
5. The Cold Wake - 5:01
6. In the Presence of Stars - 04:57
7. Darkeners - 05:38
8. The Silver Asylum - 6:09
9. Echoes - 2:10

## Formazione
- Max Wilson - voce
- Christoffer Kjørsvik - chitarra elettrica, basso, tastiere
- Gøran Myster Hope - chitarra
- Tom Ian Rogne Klungland - batteria, tastiere